# کل‌کش
کل‌کش (کەڵکوش) روستایی سرسبز و خوش آب و هوا از توابع بخش گواور ( منطقه حیدریه کفراور ) شهرستان گیلانغرب در استان کرمانشاه است.

## موقعیت جغرافیایی
کل کش ( که لکوش ) مکانی سرسبز و خوش آب و هوا از توابع بخش گواور ( منطقه حیدریه کفراور ) شهرستان گیلانغرب در استان کرمانشاه است . این منطقه در ۳۸ کیلومتری شرق گیلانغرب قرار گرفته است . شمال و جنوب به واسطه ی کوه های نسار ( جنوب و خور تاو ( شمال ) و همچنین از شرق به شیرچگا و از غرب روستای سوخور منتهی می شود . ارتفاع از سطح دریا در این منطقه ۱۱۵۱ متر و دارای آب و هوای سرد و معتدل است

## جمعیت
این روستا در دهستان حیدریه قرار دارد و براساس سرشماری مرکز آمار ایران در سال ۱۳۸۵، جمعیت آن ۱٬۸۶۴ نفر (۴۱۷خانوار) بوده‌است.

## زبان
گویش کردی کلهری یکی از گویش های غربی ایران به شمار می رود و مانند دیگر گویش های غربی دارای ویژگی های منحصربه فردِ آوایی، صرفی (ساخت واژی) و نحوی است و در حوزه واژگان نیز نسبت به فارسی معیار، متفاوت و قابل بررسی است.